# ستيفن هوسمر
ستيفن هوسمر هو محامي وقاضي وسياسي أمريكي، ولد في 10 يناير 1763، وتوفي في 5 أغسطس 1834. انتخب عضو مجلس ولاية كونيتيكت ‏.